# Țîhanî, Borșciv
Țîhanî (în ucraineană Цигани) este o comună în raionul Borșciv, regiunea Ternopil, Ucraina, formată numai din satul de reședință.

## Demografie
Componența lingvistică a comunei Țîhanî
     Ucraineană (99,4%)
     Alte limbi (0,54%)
Conform recensământului din 2001, majoritatea populației comunei Țîhanî era vorbitoare de ucraineană (99,4%), existând în minoritate și vorbitori de alte limbi.